# 1653. grenadirski polk (Wehrmacht)
1653. grenadirski polk (izvirno nemško 1653. Grenadier-Regiment; kratica 1653. GR) je bil pehotni polk Heera v času druge svetovne vojne.

## Zgodovina
Polk je bil ustanovljen marca 1945 na vadbišču Heuberg kot del 650. (ruske) pehotne divizije.